# Sportovní gymnastika na Letních olympijských hrách 2000
Sportovní gymnastika na Letních olympijských hrách 2000 se konala za velkého zájmu publika v hale Sydney Superdome od 17. do 25. září.

## Průběh soutěží
Po vítězství čínského týmu se ve finále víceboje jednotlivců prosadil Rus Alexej Němov. Číňan Jang Wej sice vyrovnal jeho vítěznou známku z kvalifikace, která proběhla bez české účasti, Němov ale přidal další víc než desetinu bodu navíc. Rus měl před olympijskými hrami plán doplnit svou sbírku na šest zlatých medailí, pokazil mu ho nejspíš výkon jeho kolegů v družstvu, které obsadilo až třetí místo. Výhrou v těsném finále na hrazdě v poslední den soutěží vybojoval svou šestou medaili v Sydney a navlas stejně zopakoval svou bilanci z předchozích olympijských her v Atlantě.
Na bradlech vyprchala poslední naděje na olympijskou medaili pro legendárního Bělorusa Ivana Ivankova, který obsadil páté místo. V době své nejlepší výkonnosti nestartoval v Atlantě kvůli zranění.
V soutěži žen se představily v kvalifikaci dvě Češky, Jana Komrsková obsadila 33. místo a kvalifikovala se do finále, Kateřina Marešová byla 63. Ve finále nastoupila Komrsková se zraněním předloktí, ale obsadila 29. místo a porazila šest svých soupeřek.
Kvalifikaci víceboje vyhrála Ruska Světlana Chorkinová, ale ve finále pokazila přeskok a otřesená pak spadla ze svých oblíbených bradel. Poté se ukázalo, že výška nářadí na přeskok byla nastavena chybně a všechny závodnice, které skákaly přes špatně nastaveného koně, měly možnost svůj pokus opakovat. Chorkinová už tuto příležitost nevyužila. Víceboj se tak stal suverénní záležitostí Rumunek, které obsadily první tři místa.
25. září ale vyšlo najevo, že Andreea Răducanová měla po svém vítězství pozitivní dopingový test. V odevzdaném vzorku byl nalezen zakázaný pseudoefedrin. Chybu způsobil lékař rumunského týmu, který jí předepsal nevhodný lék proti chřipce. Rozhodnutí MOV potvrdil později i Sportovní arbitrážní soud v Lausanne.
Raducanové zůstala zlatá medaile ze soutěže družstev a stříbro z přeskoku. Rumunsko ji ale uvítalo i jako šampionku ve víceboji a získala i všechna ocenění jako ostatní rumunští olympijští vítězové. Simona Amanarová, která získala zlato místo ní, hned po hrách ukončila kariéru.
Chorkinová ve finálovém bloku na nářadích na bradlech zlato získala, ale úspěšnější byla její krajanka Jelena Zamolodčikovová, která vyhrála přeskok a Chorkinovou porazila v prostných.
Zvláštností olympijského programu v Sydney byla společná exhibice olympijských vítězů ve sportovní gymnastice a skocích na trampolíně a zástupců některých neolympijských gymnastických disciplín, která proběhla 26. září.

### Manipulace s věkem čínské gymnastky
V souvislosti s případem, který se objevil na olympijských hrách 2008 v Pekingu, vyšlo najevo také to, že jedna z Číňanek, jež vybojovaly bronzovou medaili v soutěži družstev, nesplňovala předepsaná věková kritéria. Tung Fang-siao mělo být v době konání soutěže pouze 14 let. Mezinárodní olympijský výbor začal případ šetřit a na počátku roku 2010 média oznámila, že je pravděpodobné, že Čína o bronz přijde. Mezinárodní olympijský výbor o tom definitivně rozhodl v dubnu 2010, bronz tak získaly původně čtvrté Spojené státy americké.

## Medailisté

### Muži
| Soutěž    | Zlato                | Body    | Stříbro              | Body    | Bronz          | Body    |
| víceboj   | Alexej Němov         | 58,474  | Jang Wej             | 58,361  | Alexandr Bereš | 58,212  |
| družstva  | Čína                 | 231,919 | Ukrajina             | 230,306 | Rusko          | 230,019 |
| prostná   | Igors Vihrovs        | 9,812   | Alexej Němov         | 9,800   | Jordan Jovčev  | 9,787   |
| kůň našíř | Marius Urzica        | 9,862   | Eric Poujade         | 9,825   | Alexej Němov   | 9,800   |
| kruhy     | Szilveszter Csollany | 9,850   | Dimosthenis Tampakos | 9,762   | Jordan Jovčev  | 9,737   |
| přeskok   | Gervasio Deferr      | 9,712   | Alexej Bondarenko    | 9,587   | Leszek Blanik  | 9,475   |
| bradla    | Li Siao-pcheng       | 9,825   | Li Džu-hjung         | 9,812   | Alexej Němov   | 9,800   |
| hrazda    | Alexej Němov         | 9,787   | Benjamin Varonian    | 9,787   | Li Džu-hjung   | 9,775   |

### Ženy
| Soutěž   | Zlato                  | Body    | Stříbro                | Body    | Bronz                  | Body    |
| víceboj  | Simona Amanarová       | 38,642  | Maria Olaruová         | 38,581  | Liou Süan              | 38,418  |
| družstva | Rumunsko               | 154,608 | Rusko                  | 154,403 | Spojené státy americké | 154,008 |
| přeskok  | Jelena Zamolodčikovová | 9,731   | Andreea Răducanová     | 9,693   | Jekatěrina Lobazňuková | 9,674   |
| bradla   | Světlana Chorkinová    | 9,862   | Ling Ťie               | 9,837   | Jang Jün               | 9,787   |
| kladina  | Liou Süan              | 9,825   | Jekatěrina Lobazňuková | 9,787   | Jelena Produnovová     | 9,775   |
| prostná  | Jelena Zamolodčikovová | 9,850   | Světlana Chorkinová    | 9,812   | Simona Amanarová       | 9,712   |

Poznámky:
1. ↑  Víceboj původně vyhrála Andreea Răducanová z Rumunska, ale kvůli pozitivnímu dopingovému testu musela medaili vrátit.
2. ↑  Bronz ve víceboji družstev vyhrála původně Čína, přišla o něj po deseti letech, kdy jí byla prokázána podvodná manipulace s věkem gymnastky Tung Fang-siao.

## Přehled medailí
| Pořadí | Země                         | Zlato | Stříbro | Bronz | Celkově |
| ------ | ---------------------------- | ----- | ------- | ----- | ------- |
| 1.     | Rusko (RUS)                  | 5     | 5       | 5     | 15      |
| 2.     | Čína (CHN)                   | 3     | 2       | 2     | 7       |
| 3.     | Rumunsko (ROU)               | 3     | 2       | 1     | 6       |
| 4.     | Španělsko (ESP)              | 1     | 0       | 0     | 1       |
| 4.     | Maďarsko (HUN)               | 1     | 0       | 0     | 1       |
| 4.     | Lotyšsko (LAT)               | 1     | 0       | 0     | 1       |
| 5.     | Ukrajina (UKR)               | 0     | 1       | 1     | 2       |
| 6.     | Francie (FRA)                | 0     | 2       | 0     | 2       |
| 7.     | Jižní Korea (KOR)            | 0     | 1       | 1     | 2       |
| 8.     | Řecko (GRE)                  | 0     | 1       | 0     | 1       |
| 9.     | Bulharsko (BUL)              | 0     | 0       | 2     | 2       |
| 10.    | Polsko (POL)                 | 0     | 0       | 1     | 1       |
| 11.    | Spojené státy americké (USA) | 0     | 0       | 1     | 1       |
| Celkem | Celkem                       | 14    | 14      | 14    | 42      |